# Jisra'el Rokeach
Jisra'el Rokeach (hebrejsky ישראל רוקח‎, 31. prosince 1896 – 13. září 1959) byl sionistický aktivista, izraelský politik a poslanec Knesetu za stranu Všeobecní sionisté.

## Biografie
Narodil se ve čtvrti Neve Cedek v Jaffě (dnes součást Tel Avivu) v tehdejší Osmanské říši (dnes Izrael). Navštěvoval základní židovskou školu, pak školu financovanou sítí Alliance Israélite Universelle, střední školu v Lausanne a elektroinženýrství na technické škole v Curychu. V letech 1920–1922 pracoval jako inženýr v Anglii. Roku 1922 otevřel v Jaffě vlastní firmu na obchod s elektrickými stroji.

## Politická dráha
Byl aktivní v asociaci židovských čtvrtí Jaffy, později se angažoval v samosprávě Tel Avivu. V letech 1922–1929 zasedal v telavivské městské samosprávě za středovou formaci. V letech 1929–1936 zastával funkci místostarosty a v letech 1936–1953 byl starostou Tel Avivu. Patřil mezi zakladatele listu ha-Boker. V letech 1946–1947 byl vězněn britskými mandátními úřady.
V izraelském parlamentu zasedl poprvé už po volbách v roce 1949, do nichž šel za Všeobecné sionisty. Byl členem výboru pro záležitosti vnitra a finančního výboru. Opětovně byl za Všeobecné sionisty zvolen ve volbách v roce 1951. Stal se členem parlamentního finančního výboru. V Knesetu se objevil i po volbách v roce 1955, kdy opět kandidoval za Všeobecné sionisty. Byl členem parlamentního výboru pro zahraniční záležitosti a obranu, výboru pro záležitosti vnitra a výboru House Committee. Kromě toho zastával post místopředsedy Knesetu. V letech 1952–1955 byl ministrem vnitra Izraele.